# Strefowa liczba falowa

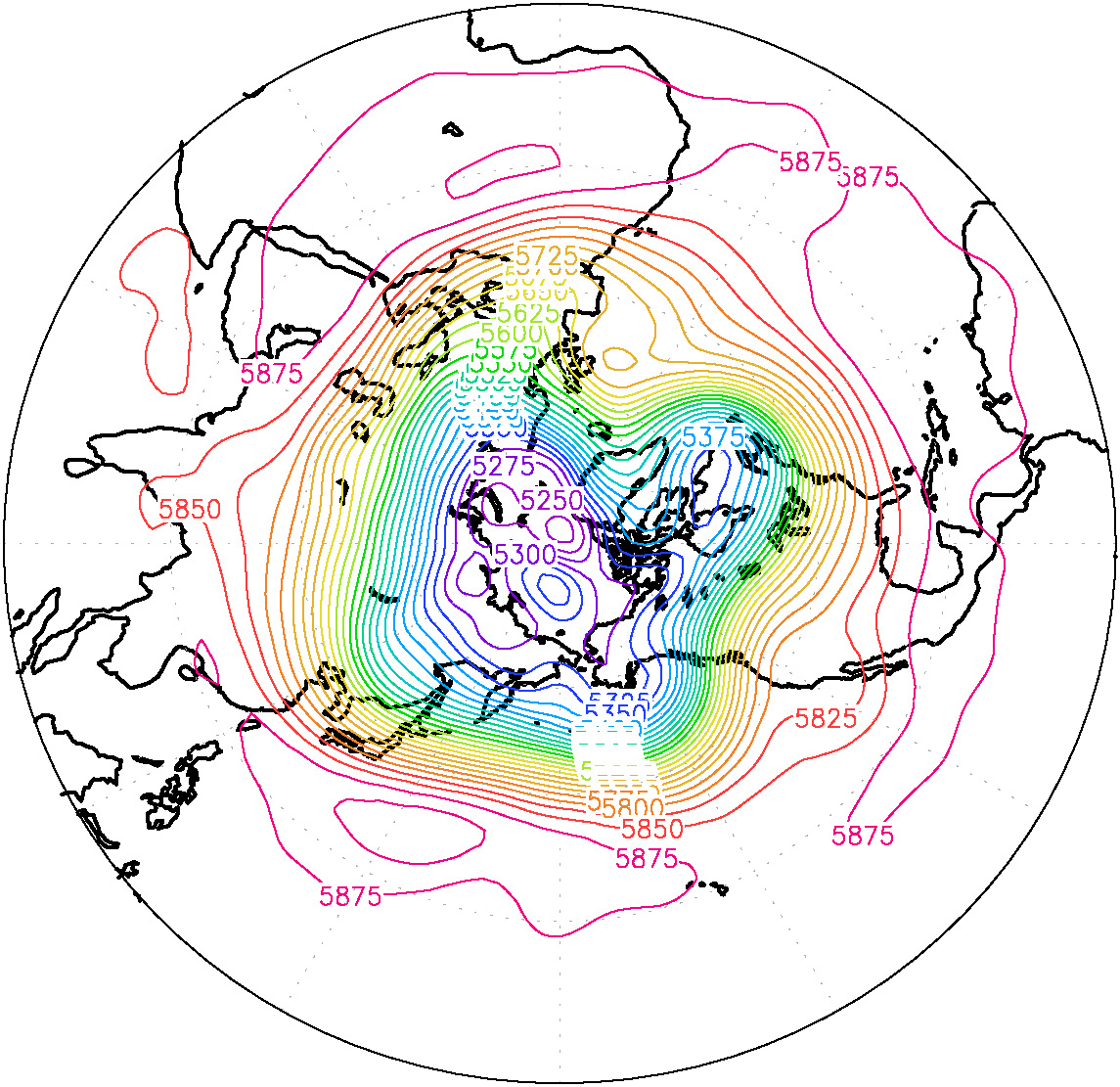
Wysokość geopotencjału w metrach na powierzchni 500 mb (około 5 km nad Ziemią) pomiędzy 9–21 października 2010. Widoczne są fale Rossby’ego ze strefową liczbą falową 4. Wiatr geostroficzny wieje równolegle do linii stałego geopotencjału

Strefowa liczba falowa (zonalna liczba falowa, liczba fal) – w meteorologii bezwymiarowa liczba opisująca liczbę długości fal mieszczących się wzdłuż równoleżnika na danej szerokości geograficznej wokół Ziemi.
{\displaystyle k={\frac {2\pi r\cos \varphi }{\lambda }},}
gdzie:
- {\displaystyle \lambda } – długość fali,
- {\displaystyle r} – promień Ziemi,
- {\displaystyle \varphi } – szerokość geograficzna.

Strefową liczbę fal określa się zazwyczaj na mapach geopotencjału górnych poziomów atmosfery (np. 500 mb) poprzez identyfikację liczby zatok niskiego ciśnienia oraz klinów wysokiego ciśnienia.
Fala o strefowej liczbie falowej 1 („fala numer 1”) ma jeden klin i jedną zatokę dookoła Ziemi. Fala „numer 2” ma 2 kliny i dwie zatoki wokół Ziemi.
Strefowa liczba falowa 0 odpowiada przepływowi strefowemu (wiatry wiejące z zachodu na wschód lub ze wschodu na zachód). Taki przepływ jest z definicji symetryczny wokół osi Ziemi. Fale 1 – 5 klasyfikuje się jako długie fale planetarne (długość powyżej ok. 4000 km) i są utożsamiane w literaturze meteorologicznej z planetarnymi falami Rossby’ego. Fale z liczbami strefowymi większymi niż 5 są falami krótkimi i mają długość od 1000–4000 km. Krótkie fale poruszają się często wokół zatok i klinów długich fal.